# 巴黎軍事博物館
巴黎軍事博物館（法語：Musée de l'Armée）是位於法國首都巴黎第七區的一座國立軍事博物館。博物館的主體建築就是榮軍院。博物館創建於1905年，由兩座博物館合併而成。博物館分為七個展示區，展品橫跨自上古時期至20世紀。
法兰西军事博物馆位于荣军院内，由法国国防部管辖。荣军院内中的圣路易教堂、圆顶教堂及拿破仑一世陵墓均为法兰西军事物馆的一部分。军事博物馆馆藏涵盖中世纪至当代的历史，藏品包括历代法国国王的盔甲和武器、宝剑、战炮、军服、画作、摄影作品以及法国重要历史人物的个人物品，如法王弗朗索瓦一世、蒂雷納子爵、戴高乐将军等。
法兰西军事博物馆虽然名为“军事”博物馆，但实则上是一座法国乃至欧洲历史及艺术博物馆。博物馆馆藏逾50万件，但许多馆藏与战争并无直接关联，主要是过往皇室贵族的收藏和赏玩之物，或外交赠礼。
作为历史博物馆，博物馆的两次世界大战展厅、戴高乐将军纪念馆，是法国中小学生学习两战历史的地方。2015年，博物馆26%的参观者为法国中小学生，博物馆因而开设多条教育路线及体验工作坊给青少年观众。

## 法兰西军事博物馆馆藏

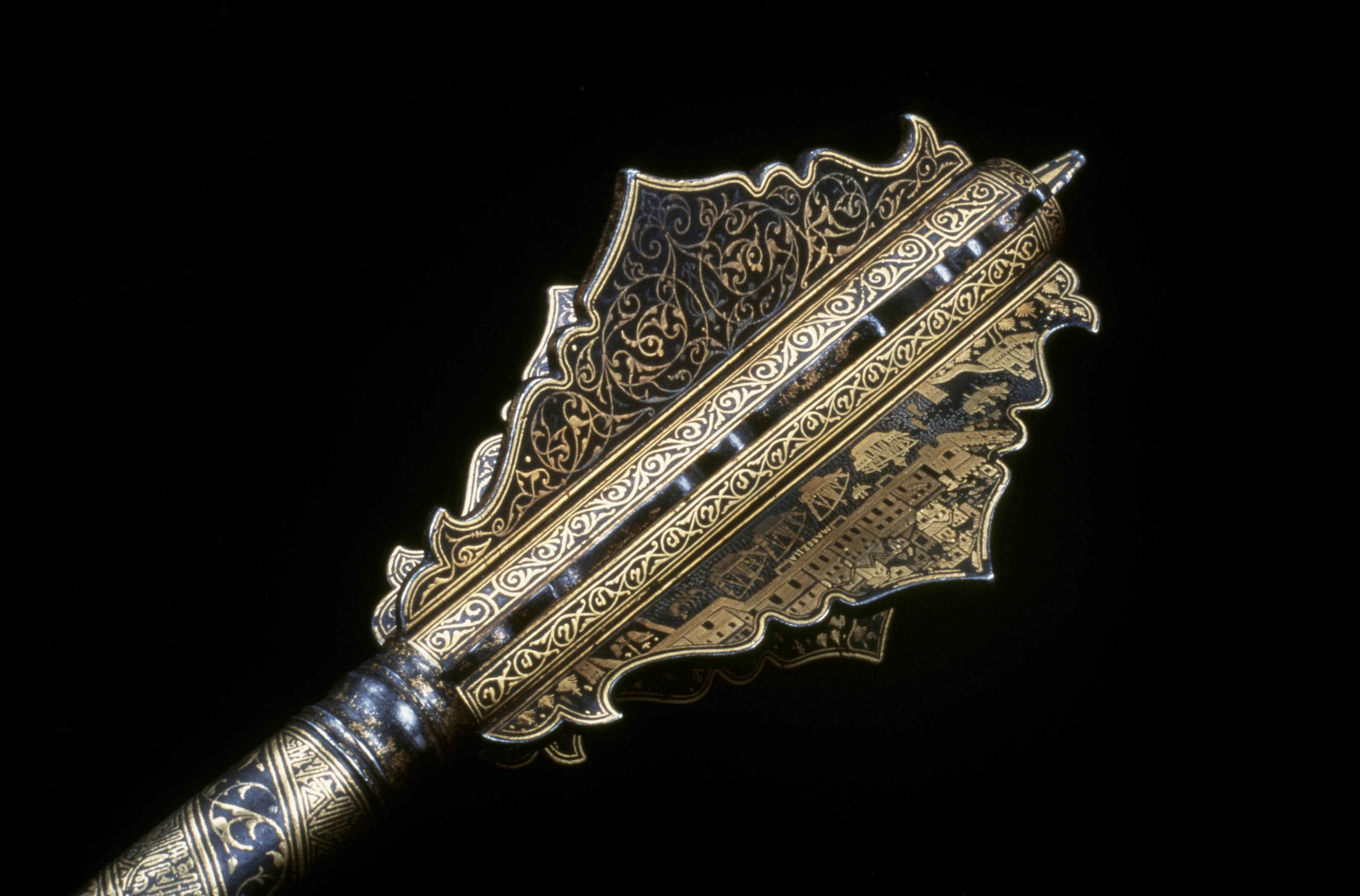
武器细节

## 法兰西军事博物馆馆藏[3]

### 古代盔甲及兵器（中世纪至1643年）展厅[4]
古代盔甲及兵器展厅是全球现存三大古代兵器库之一。
阿森纳（Arsenal）长廊是兵器库所在，博物馆保留了昔日兵器库的氛围。兵器墙上设玻璃窗户，让观众得以从外窥内部大量的盔甲，展品数量达2500件套。
馆内的参观路线按年代顺序设计，贯骑士年代、法王圣路易（1214-1270）到路易十三（1610-1643）时代，其中珍宝库展出法国和外国国王所穿的盔甲，包括法国史上最重要国王之一费朗索瓦一世的高大盔甲；其他主题展厅包括土耳其小展厅中东及远东展厅、欧洲展厅，展出欧亚各国，包括中国以内的古代盔甲和兵器、日本的漆甲等。

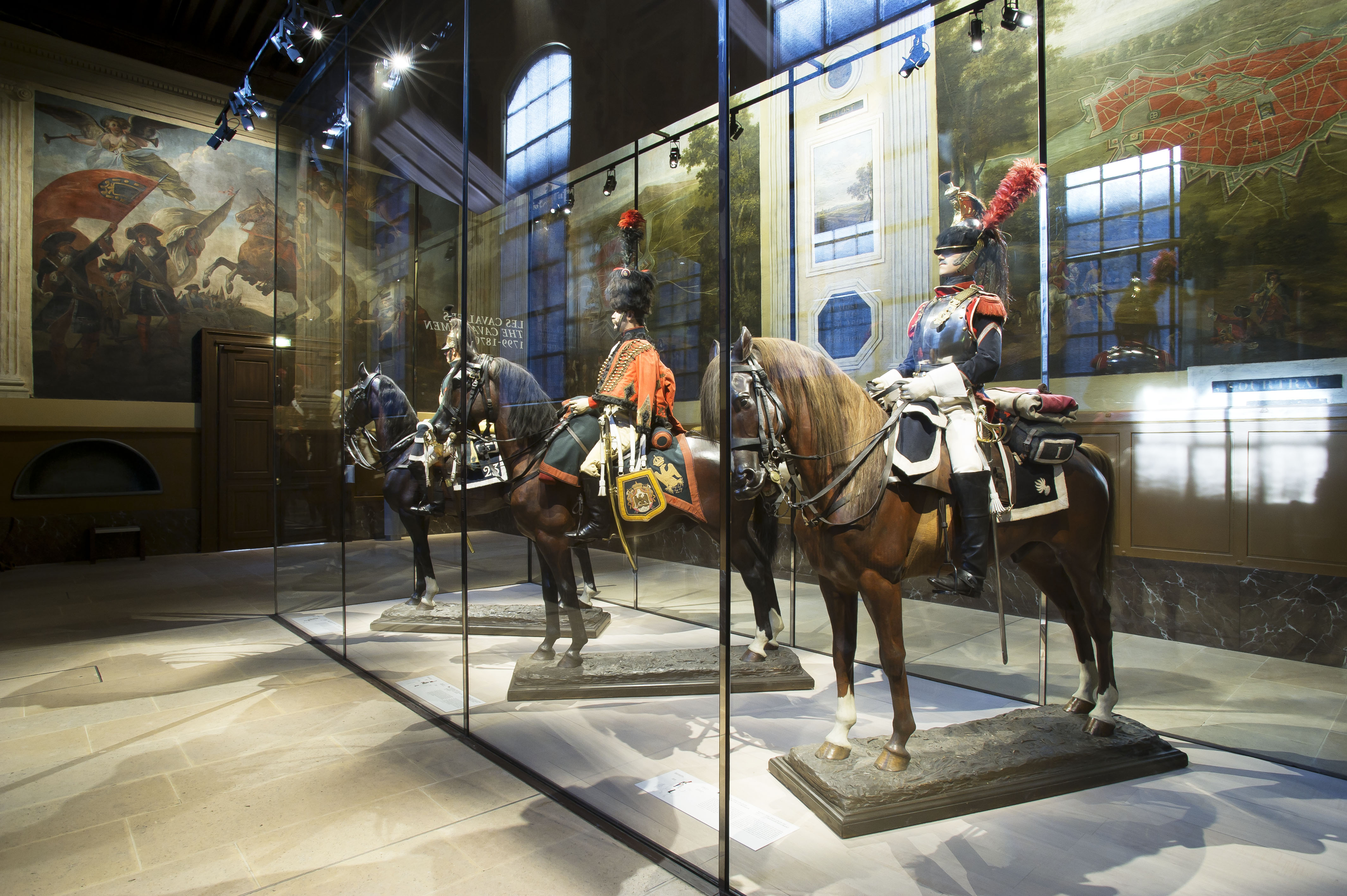
展厅帝国时期的骑兵

### 路易十四至拿破仑三世（1643年—1871年）展厅[5]
近代史展览馆藏品数量众多，其中陈列着普通军服或华贵礼服、法国及外国军团的装备、兵器、鞍具、勋章、装饰、军旗、历史人物小雕像、乐器、小型火炮及历史伟人的个人物品。此外，展厅还展出一系列以历史大事件为主题的近代绘画精品，介绍法国军事、政治、社会及工业历史，史上重大战役及军旅生活，技术及兵法的演变，历史伟人的事绩等。
展馆分成两部分，第一部分有关路易十四建立听命于国王的常规军，内阁著名军事家蒂雷納子爵、沃邦、和盧福瓦侯爵对军队的改造和优化，使法国军队在17世纪成为世界最顶尖的军队。
第二部分由1789年至1815年，以各种馆藏以及多媒体设备重现法国大革命、拿破仑第一帝国时期各大战役，分析拿破仑的兴起与消亡，部分展品阐述了当年一场场艰苦战役和军旅生活。展品包括拿破仑一世及其将领的私人物品。
19世纪中后期部分，讲述了重要的军事冲突，如以及普法战争及巴黎围城等。此部分展厅设语音及多媒体教学设备，以生动的方式重现各重大战役，当时军事战术、士兵阵营、军事技术的发展以及军队生活等。

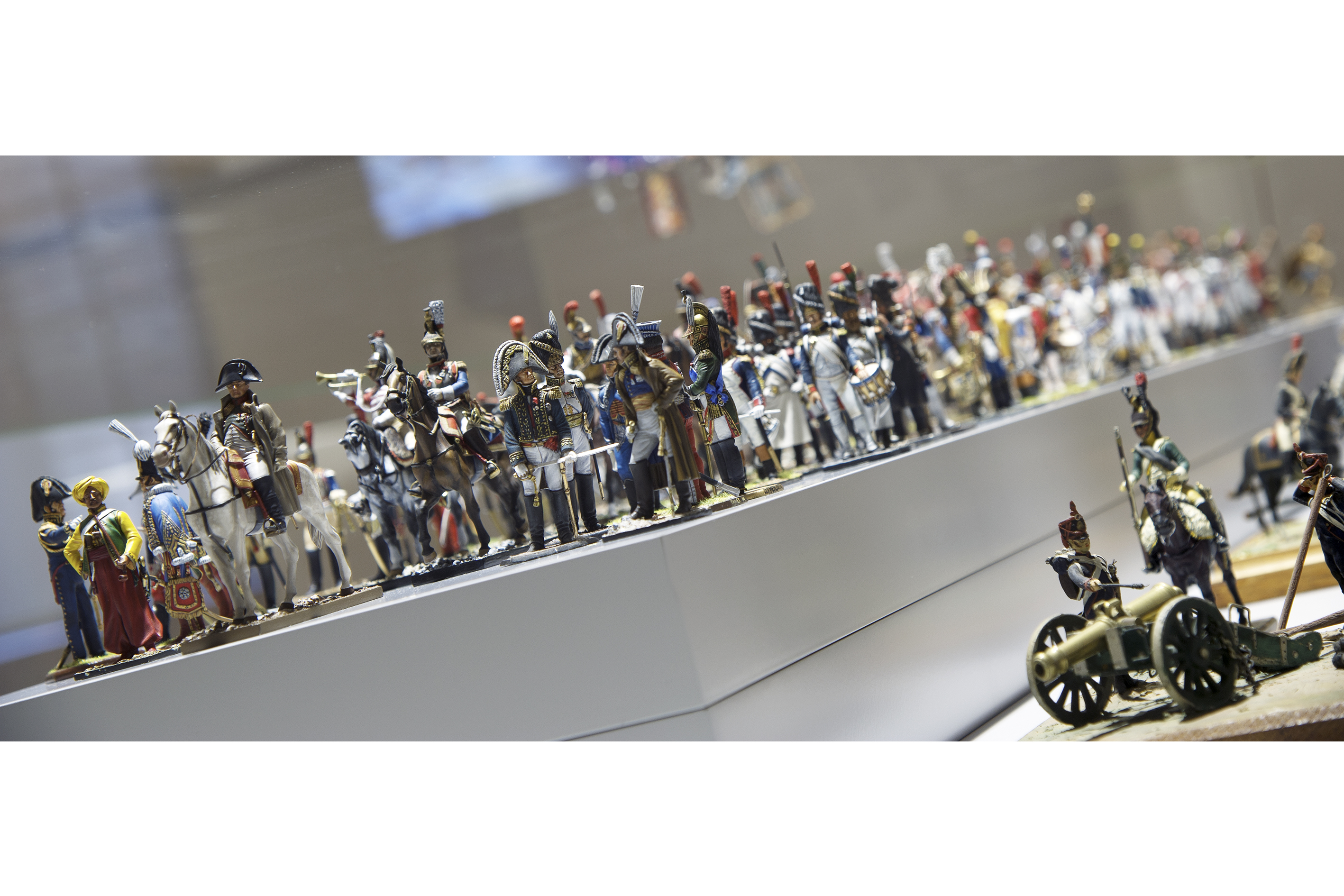
奇异陈列室的小兵人偶

### 奇异陈列室[6]
2015年底新设的展厅，由三个陈列室组成。一个展示各种造形独特的军队乐器，另一个迷你小人偶室展出逾5000个小人偶，有巡游的士兵、战马、不同场景中的皇室成员等，还有迷你火炮典藏室。

### 两次世界大战（1871年—1945年）展厅[7]
两次世界大战展厅为了让未经历战争的一代了解两战阴影浓罩下的时代，以及这两场国际纠纷的起源和关键。展出逾千件（套）文物，包括文件档案、二战当时的证物、电影、摄影作品、画作、军备、士兵的日用品及制服，部分文物属于当时的名帅。

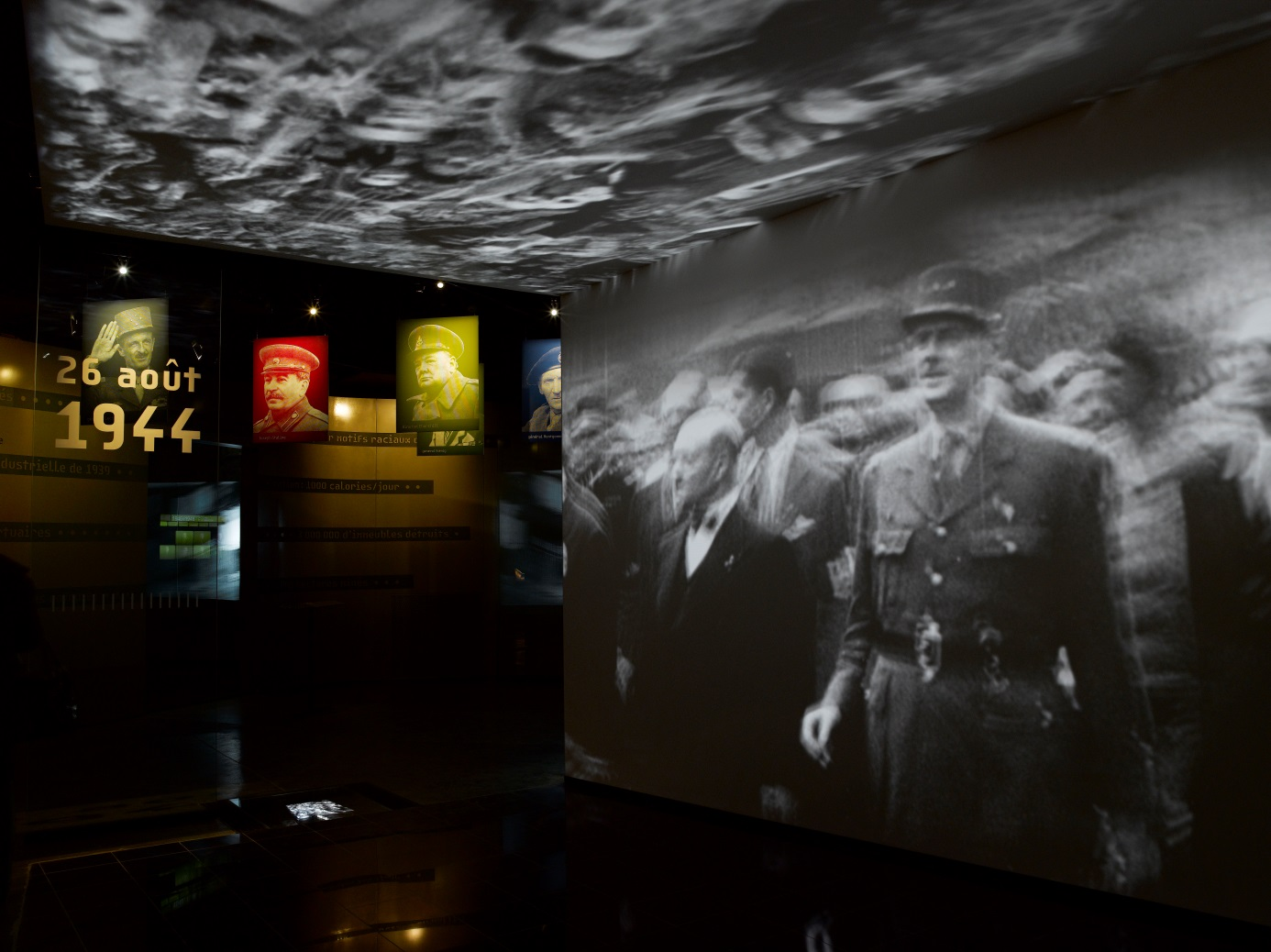
戴高乐纪念馆展览厅

### 戴高乐纪念馆[8]
戴高乐将军（1890-1970）为法国国家元首，第五共和国的创立人。军事博物馆自2008年起新设一馆以纪念这位在二战时期，号召法国人民争取自由及复国的领袖。纪念馆的展场设计锐意以多媒体形式展示戴高乐将军的政治生涯及个人经历。
观众追入纪念馆前，可以免费领取语音导览设备，听取讲解及各种历史语音资料。场内设有大量互动装置。在展厅最后一部分，设有一多屏幕剧院，播放时长25分钟的戴高乐将军的生平纪录片。

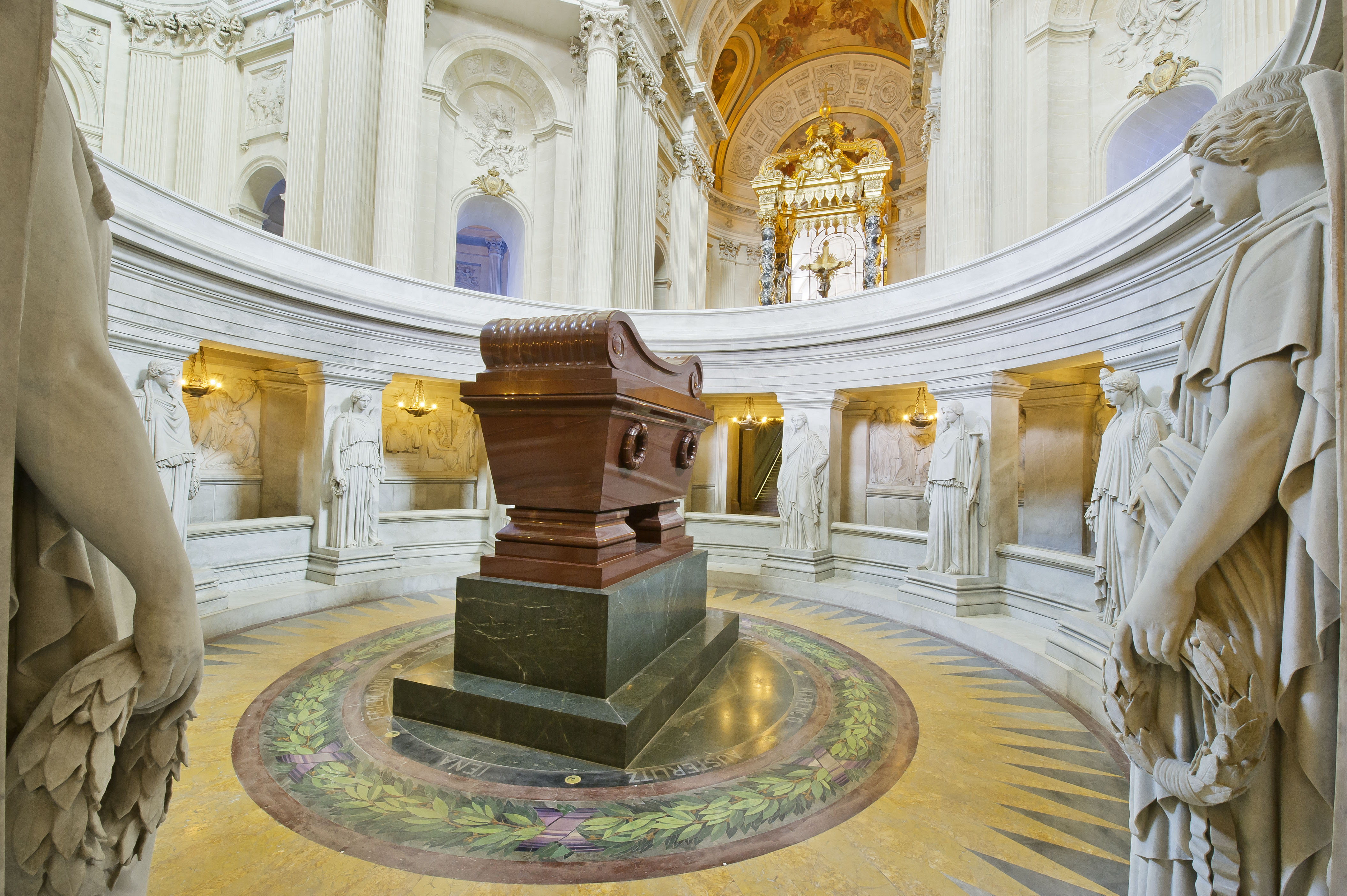
圆顶教堂-拿破仑一世陵墓

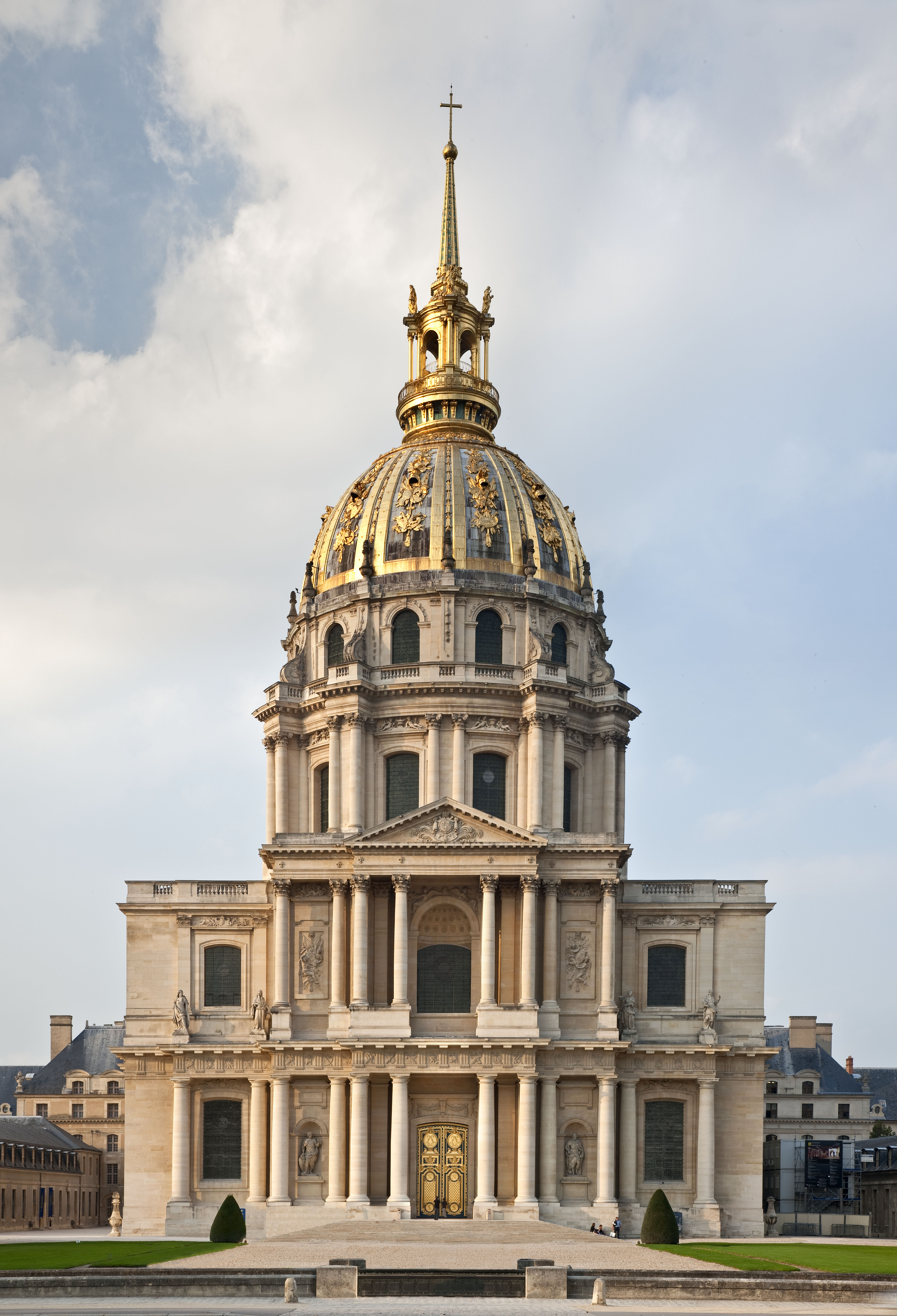
圆顶教堂

### 法兰西军事博物馆-圆顶教堂拿破仑一世陵墓
圆顶教堂拿破仑一世陵墓属法兰西军事博物馆一部分。荣军院南侧，矗立着一座金色圆顶教堂，建成於1706年。
圆顶教堂最初是路易十四授意建造的，以便能与士兵出席弥撒。1676年，路易十四的国防大臣卢福瓦侯爵（Louvois）委任建筑师儒勒‧哈杜安‧孟萨尔（Jules Hardouin Mansart）在荣军院内建造一座教堂。碍于皇家礼制，国王以及他的士兵须从不同入口进入教堂。为了做到让国王以及他的士兵同时、同场出席弥撒，建筑师孟萨尔设计了一座皇家教堂“圆顶教堂”及一家军人教堂“圣路易教堂”，在建筑师匠心设计下，两座教堂融为一体，似合似离。
教堂内地面由大地石铺成，庄严精美的雕像及油画作雕饰，亦有不少代表路易十四皇权的象征及雕塑。教堂的穹顶由两组壁画构成。中心部分由路易十四年代著名画家拉·福萨（Charles de La Fosse）所绘的壁画，象征了当时君权神授的思想。中心周围一组十二幅壁画，高达四米，绘画了耶稣十二门徒。圆顶教堂金色的穹顶高达110米，曾经很长一段时间是巴黎最高的建筑。
圆頂教堂同时是法国传奇将军及君主拿破仑一世的长眠之地。

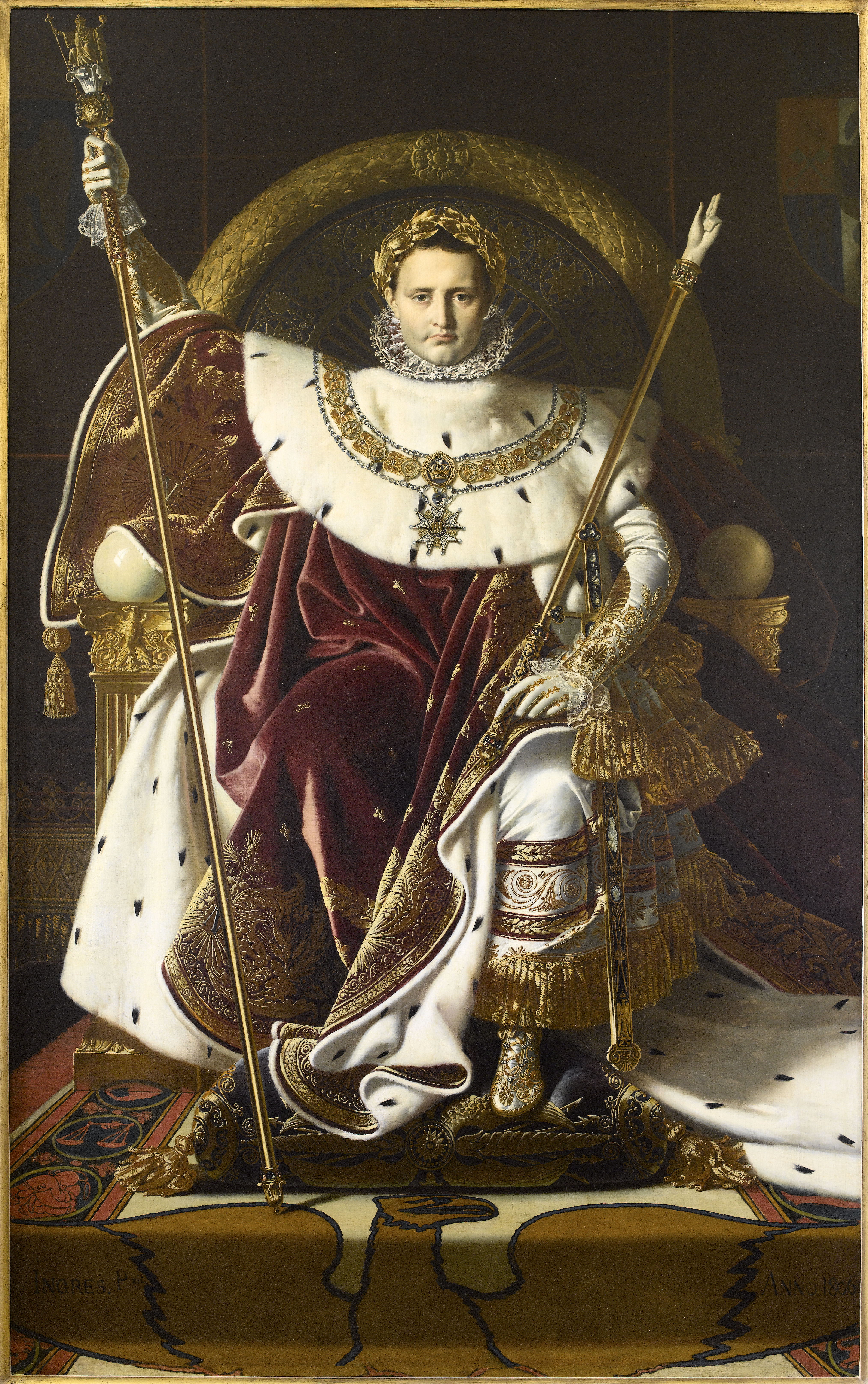
最著名的拿破仑画像之一

拿破仑‧波拿巴，中国人大概都听过他的名字。他曾这样总结他的人生：“我的一生就如一部小说，曲折起伏”（« Quel roman que ma vie ! »）。这部小说的开端在法国南面的科西嘉岛，他1769年的出生地，结局是1821年死于圣赫勒拿岛，非洲大陆以东、大西洋中心的一座孤岛，中间的情节──短短五十年间，颠覆欧洲大陆。
拿破仑‧波拿巴，24岁就升为将军，战功彪炳，出征意大利及埃及皆凯旋而归。法国大革命初，欧洲各君主制国家组成的联军入侵法国，拿破仑成功将其击退，捍卫法国大革命。他其后于1799年发动政变，终结演变成血腥屠杀的法国大革命，成为法兰西第一共和国第一执政。他1804年五月称帝，建法兰西第一帝国，12月在巴黎圣母院加冕成帝。
拿破仑很尊重他的士兵，士兵们给他取绰号为“小伍长”。法革期间，拿破仑历战沙场，练就一支老练的军队：快速、精准、精心备战、通传有序，每次出击都以完全剿灭敌人为目标，多次胜利使拿破仑被公认为当时最佳军事战略家。
拿破仑在创立帝国第二年，1805年随即开展一系列的社会建设，他创立了拿破仑法典，至今仍是法国法律体系的架构原型，他建立高中教育、建设公路等，1805年至1812年期间，他在完善社会和法律上所作出的贡献，并不逊于他军事上对法国及欧洲的深远影响。
对于后人，拿破仑的形象无疑是复杂的：他既是军事将领又是维持和平之人，既是军事战略家又是立法者，既是专制君主又是拥护自由的英雄；大革命的拯救者及终结者；在他模棱两可的面目中又诞生了拿破仑一生令人叹服的政治成就。今天，拿破仑以其乱世时拯救者，魅力与传奇并重的国家元首的形象载入史册。
拿破仑逝世后，于1861年迁葬于荣军院为其建造的的陵墓内。
为了修筑拿破筑墓，圆顶教堂向下挖空了六米，以放置拿破仑高5米，长4米，以石英岩打造的石棺，周围饰以十二尊大型的胜利女神像，每一尊代表了拿破仑一次重大军事胜利。
今天在圆顶教堂内，除了拿破仑一世的遗骸，其儿子（小名“小鹰”）、拿破仑的兄弟们约瑟夫、杰罗姆、以及蒂朗、沃邦、福克和利奥泰等著名军事人物也安息在此。

## 其他博物馆
荣军院内另有立体地图博物馆及法国解放勋章博物馆。立体地图博物馆由法国文化部管辖。

### 法国解放勋章博物馆[9]
法国解放勋章博物馆是纪念解二战时期解放勇士的重要纪念馆，他们为解放纳粹德国占据下法国不断抗争，甚至牺牲。二战胜利后，戴高乐将军于1940年创立法国解放动章，勋位仅次于勋位最高的法国荣誉军团勋章。此勋章仅颁给早期加入抗战的勇士。解放勋章博物馆，展出2000多件文物及档案，围绕“自由法国”“法国抵抗运动”以及“集中营关押”三大主题，揭示受勋的法国解放勇士的抗争经历。 

### 立体地图博物馆[10]
立体地图博物馆为观众展现28座法国具防御工事城市的模型，部分模型可追溯到1668年，最晚的1875年，有两百年之久，极具历史价值。这些模型不乏著名的法国城市，如圣米歇尔山。是当时制定军事战略的重要工具，也是当时国家了解自己领土的证明。馆内提供当代的空中俯瞰图作对照，照片和模型的相符度很高，可见当年测量技术非常精准。

## 教育及中文多媒体导览设备

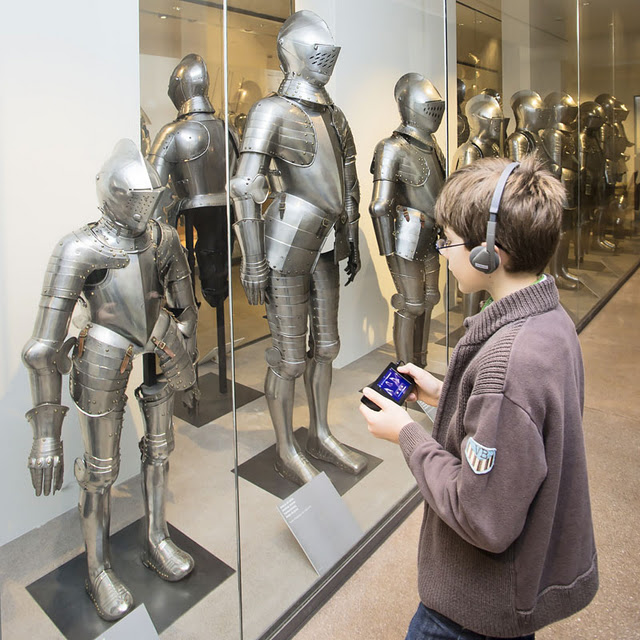
通过多媒体导览机参观盔甲展览厅

军事博物馆投入大量的资源开发各种导览工具，如专门针对青少年观众的中文教育课件。中国的家长和小孩子、历史爱好者都可以参观前自行印好这些材料，以更有趣的方式认识博物馆的珍藏、法国历史。在中文的导览设备方面，视听导览设备详细介绍藏品，并提供多条以专题或时间顺序设计的参观路线。2015年开发的圆顶教堂互动式导览，结合实景加强技术，依观众所选路线进行导览，解释教堂的建筑、艺术装饰以及拿破仑陵墓。大人小孩儿都可以依自己的喜好参观。

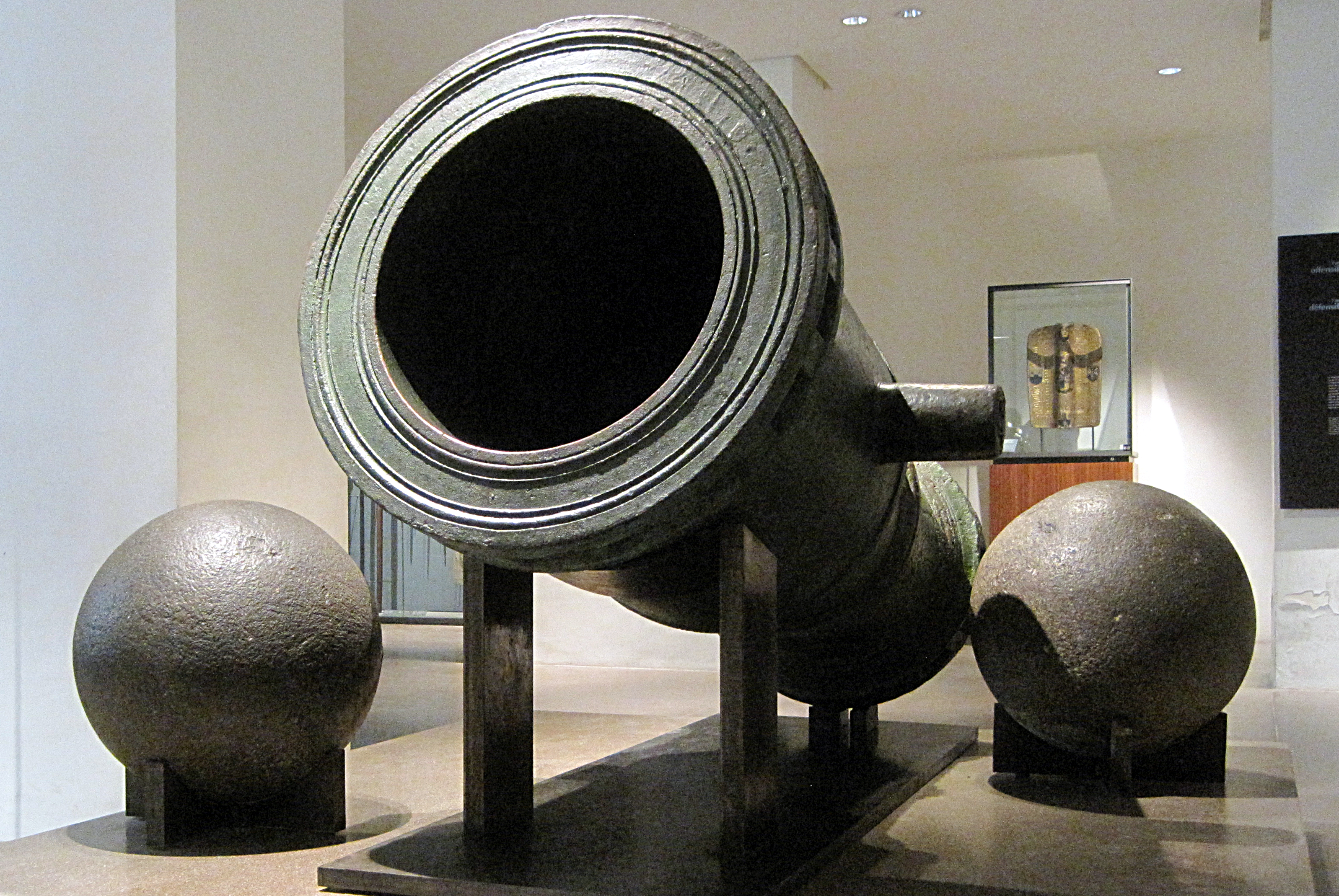
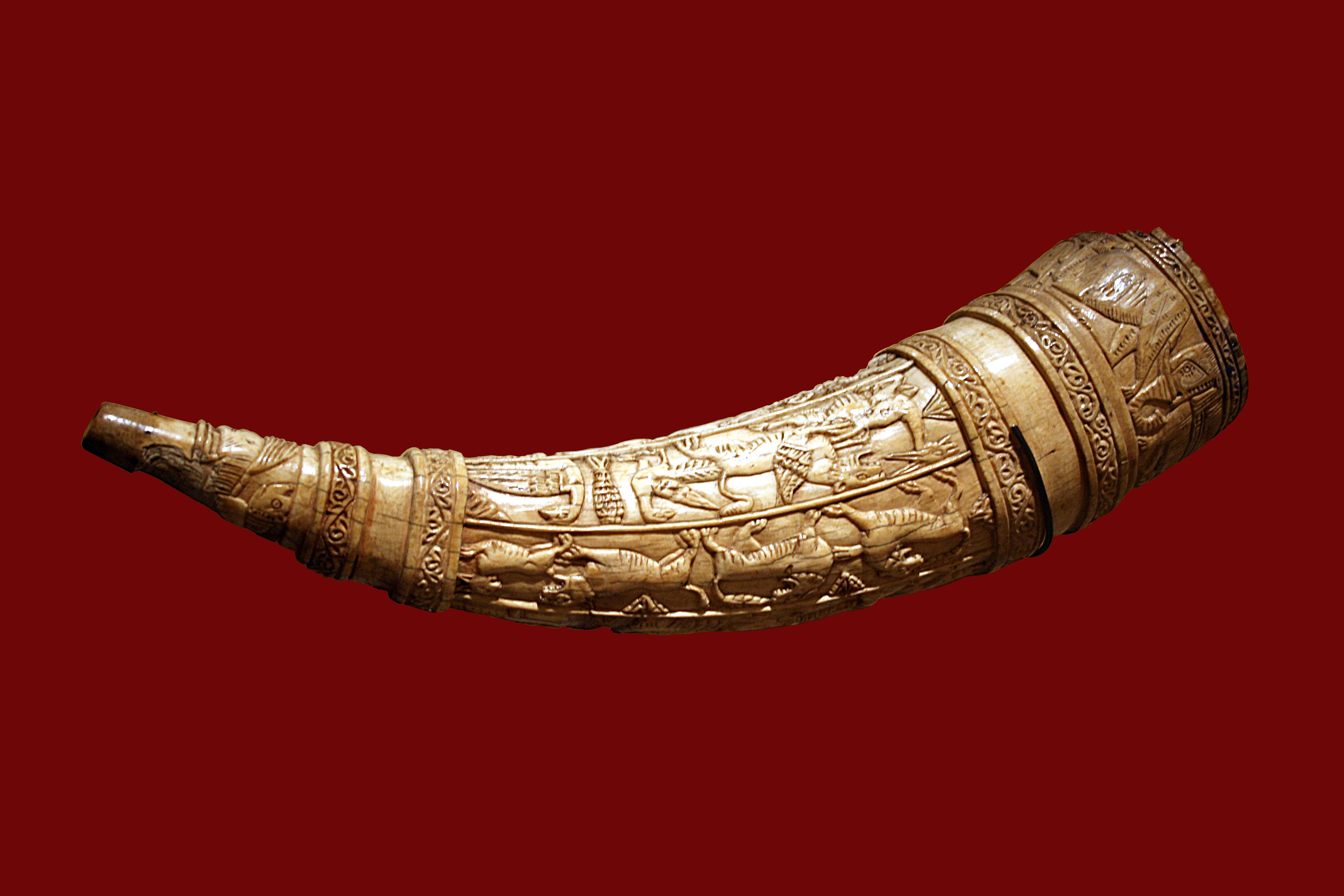
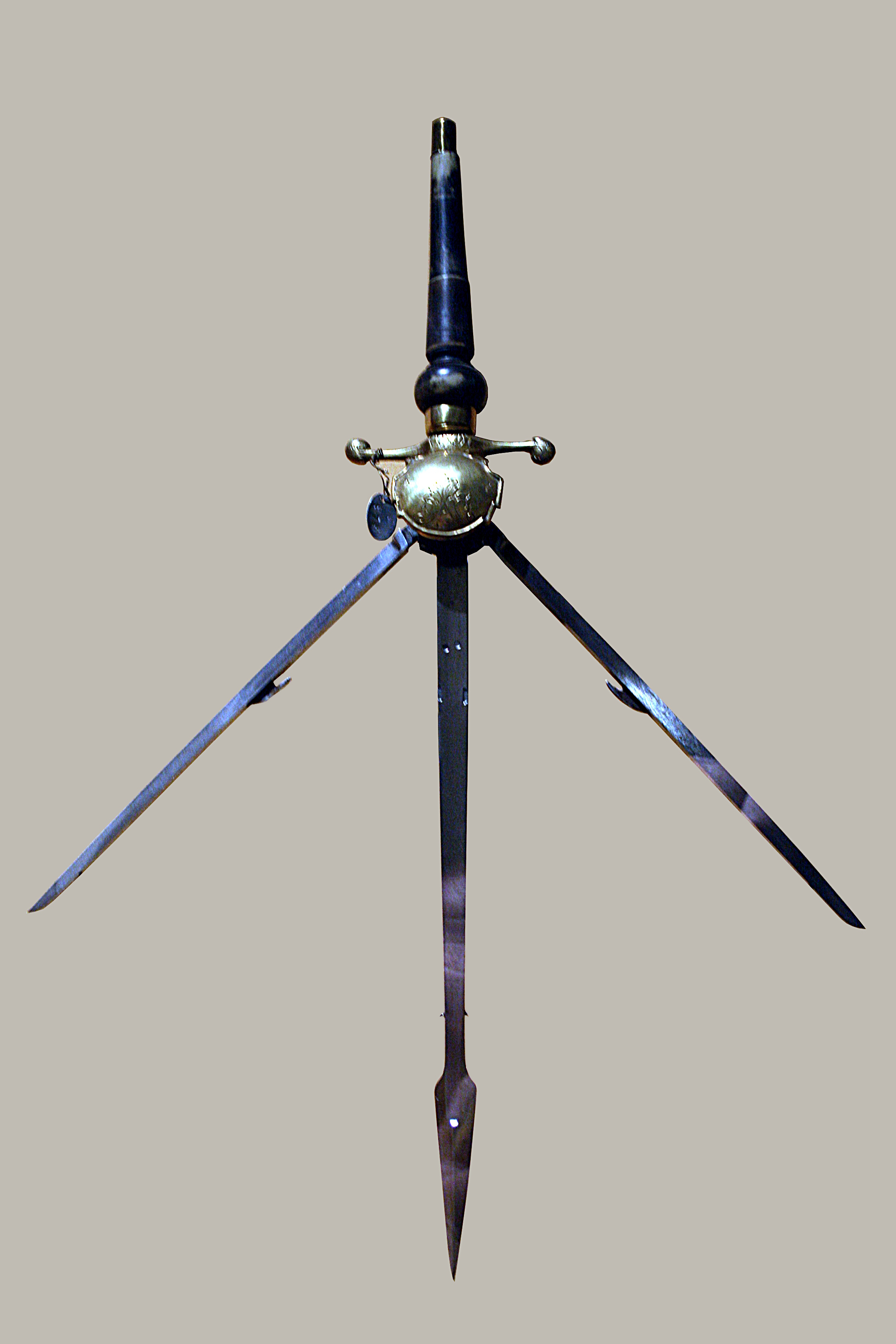
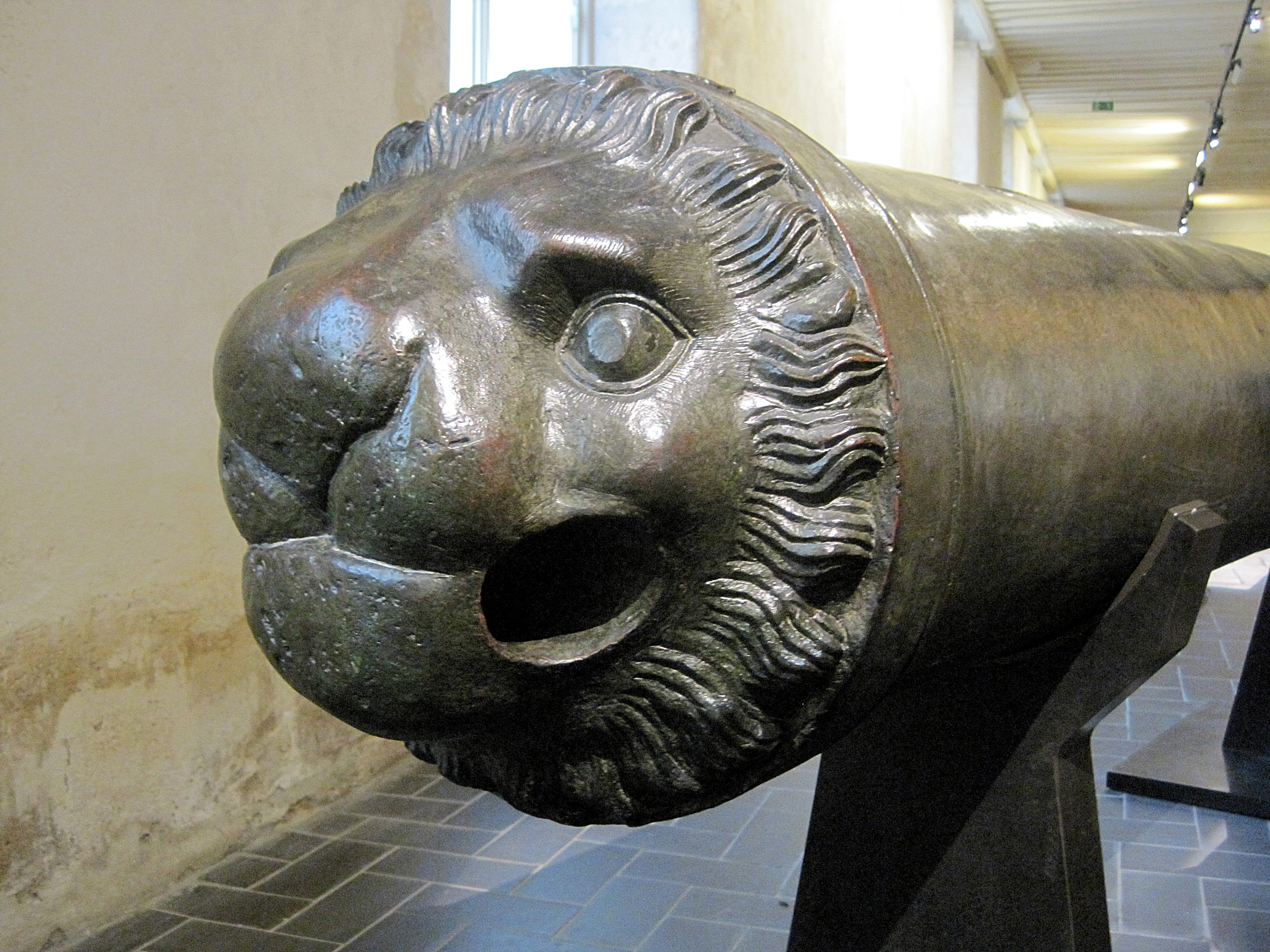
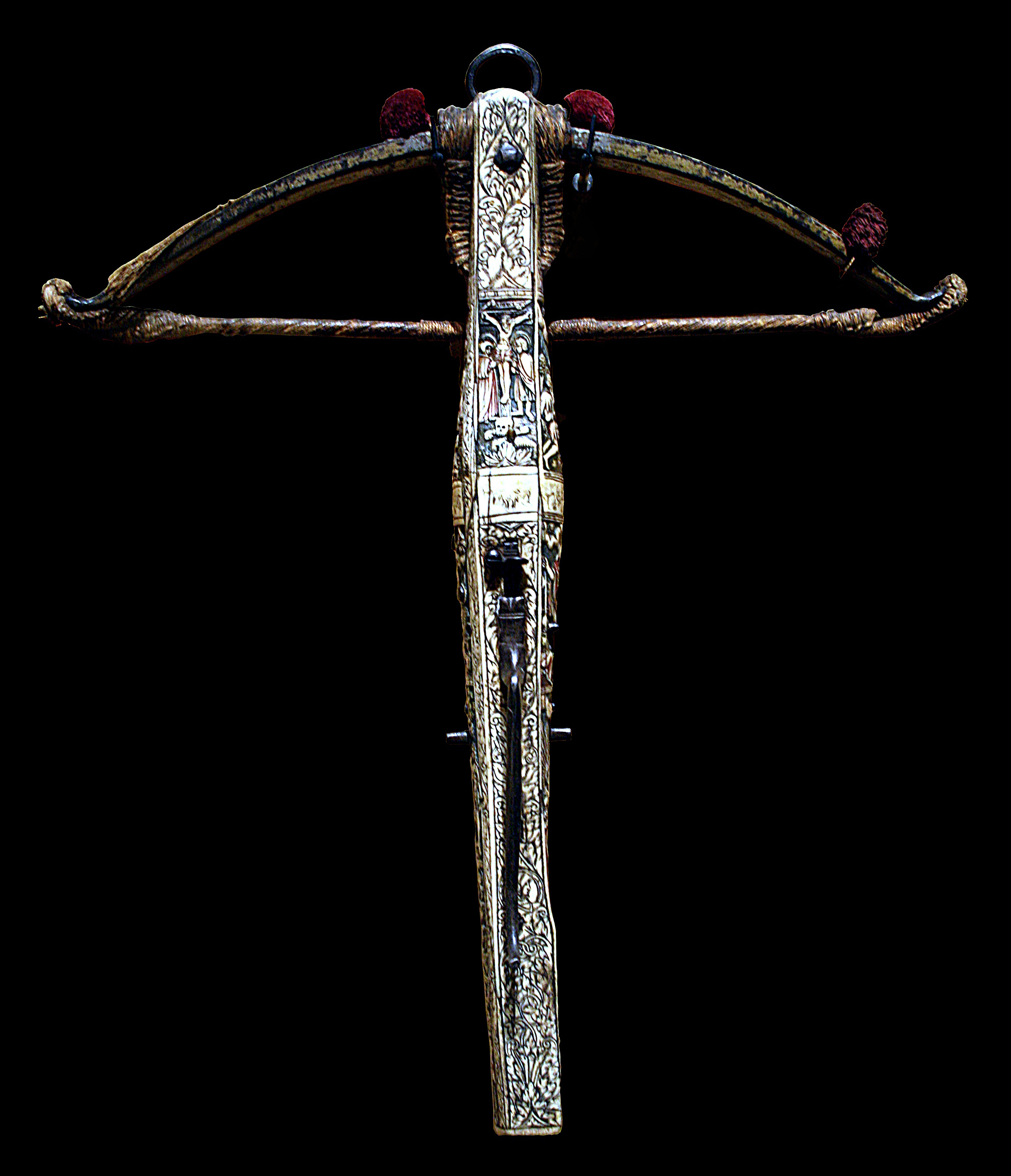
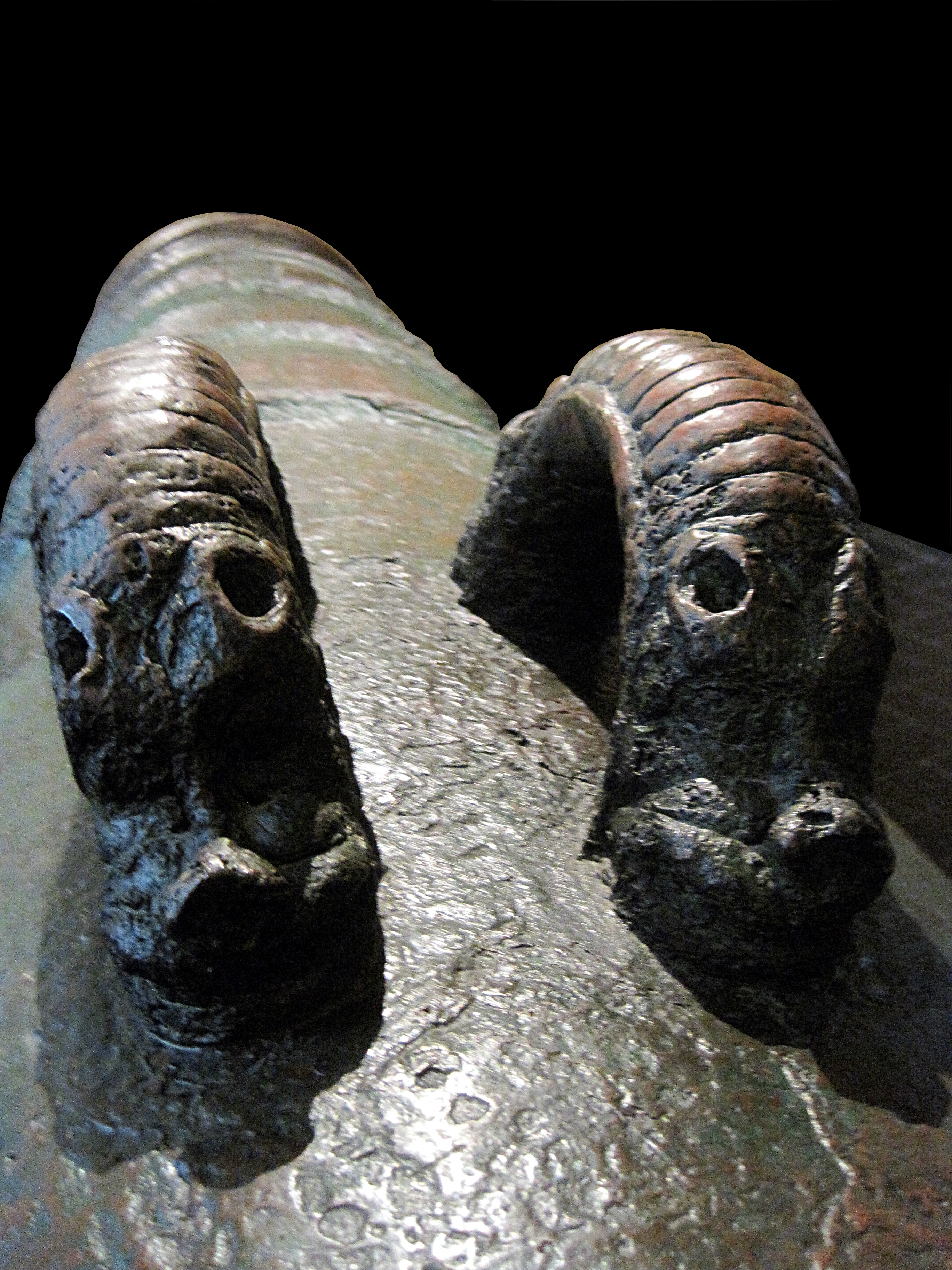
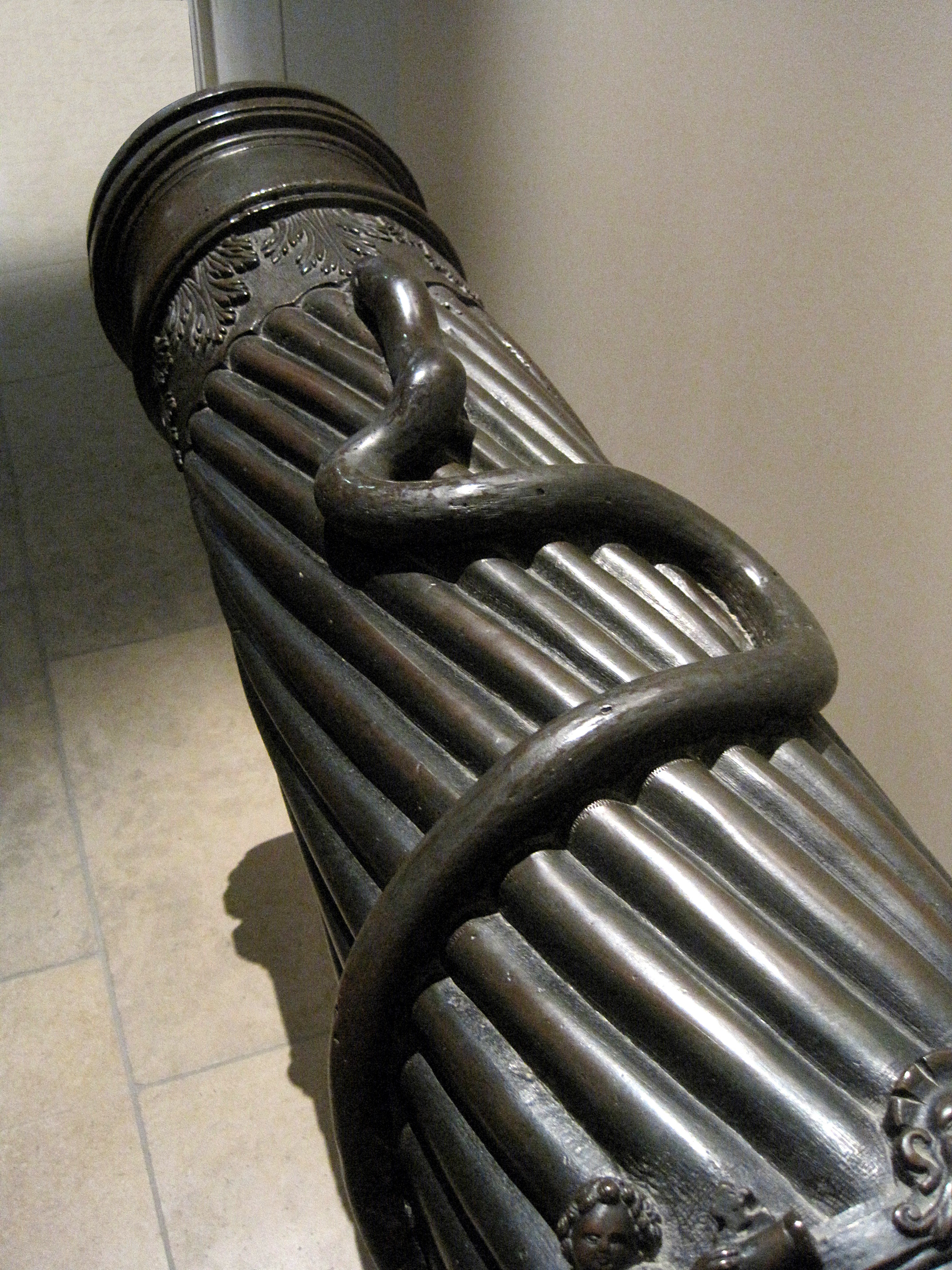
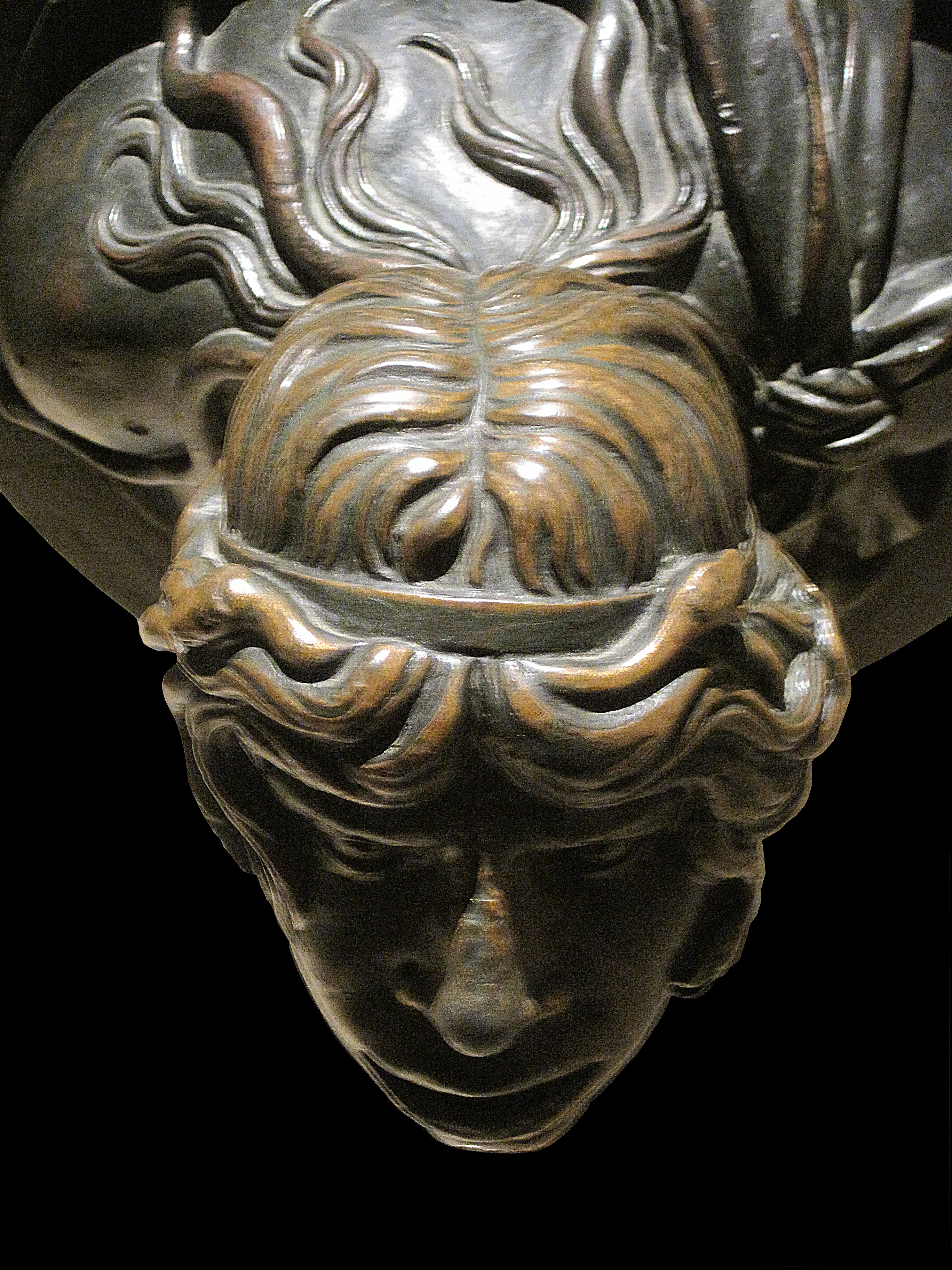
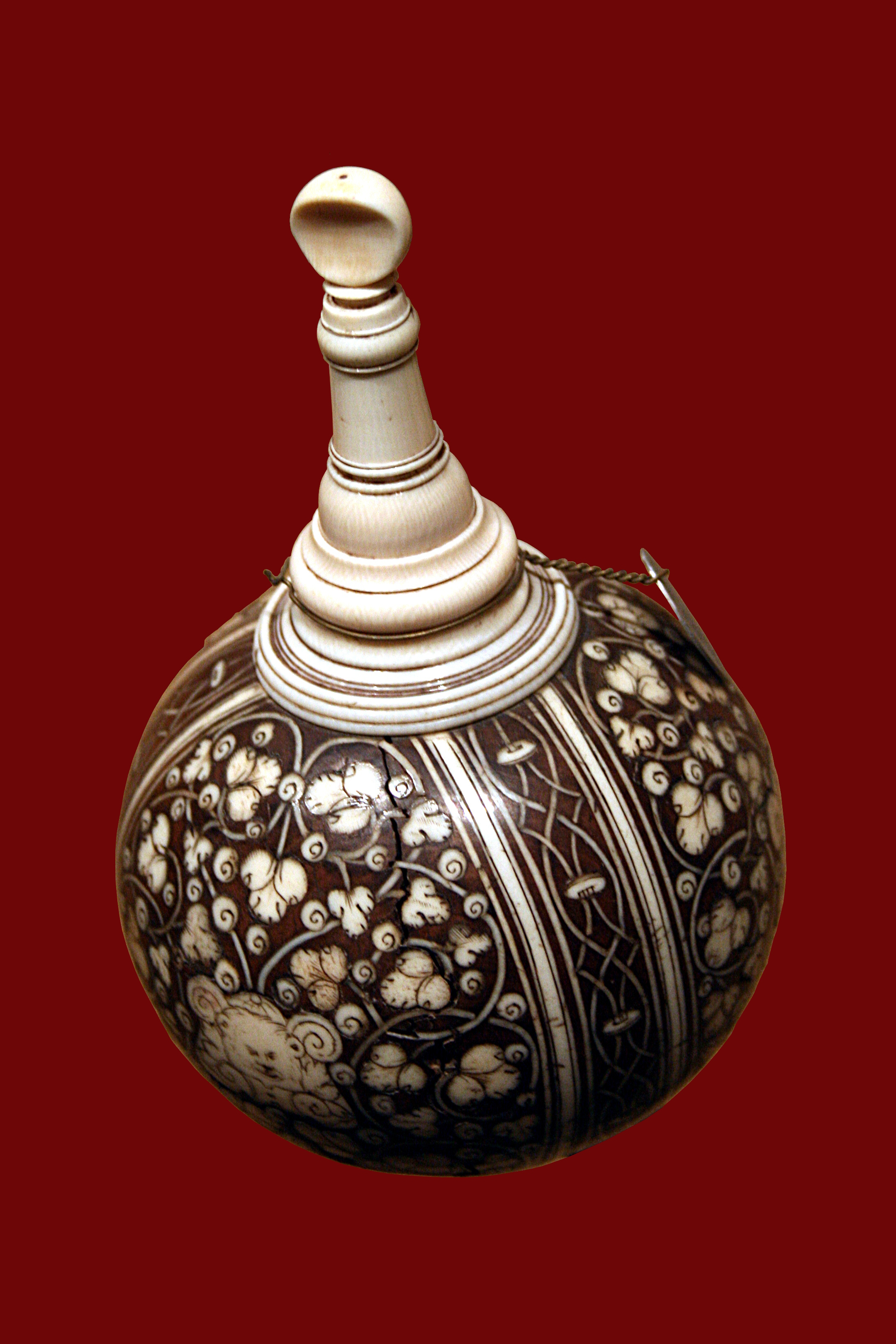
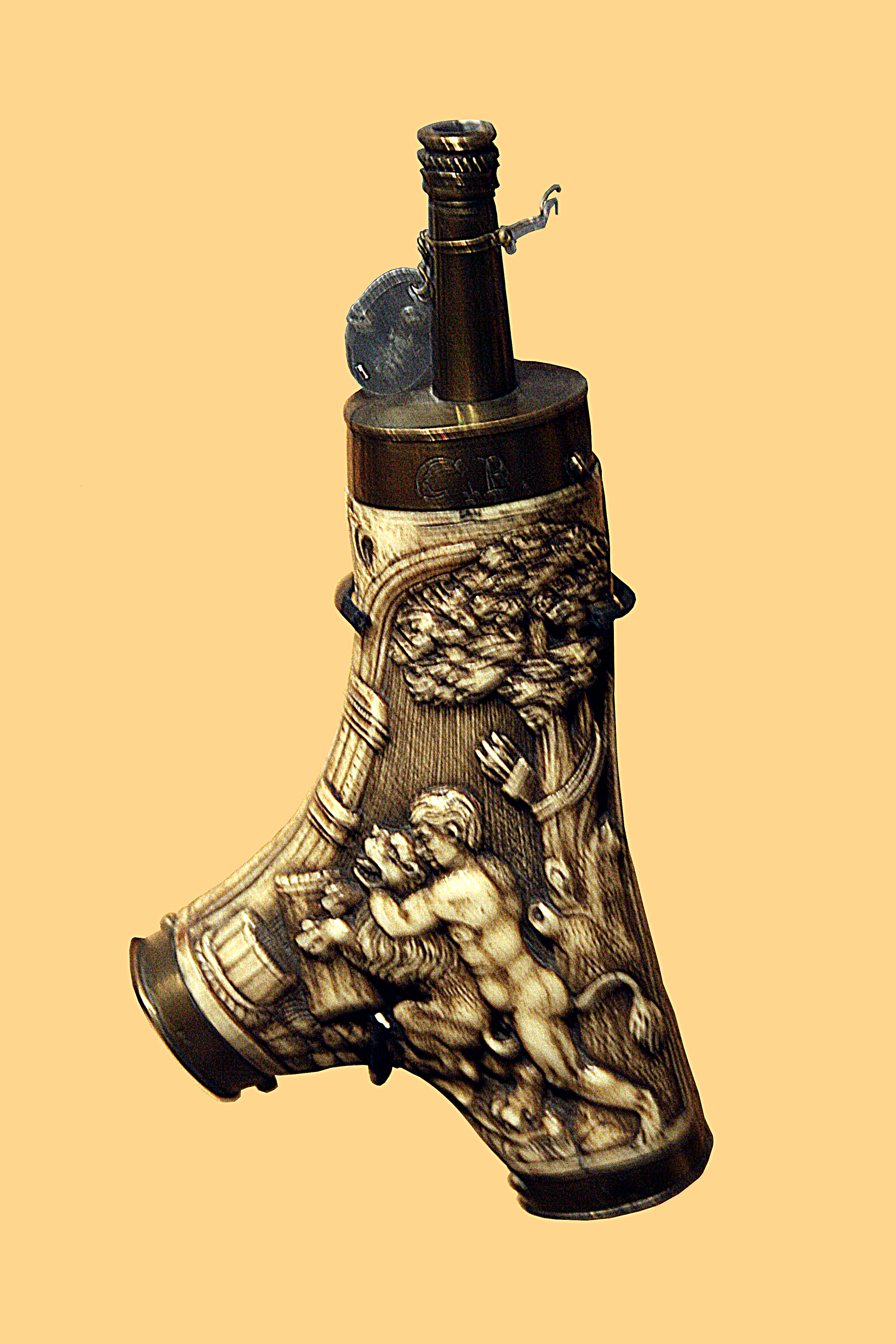
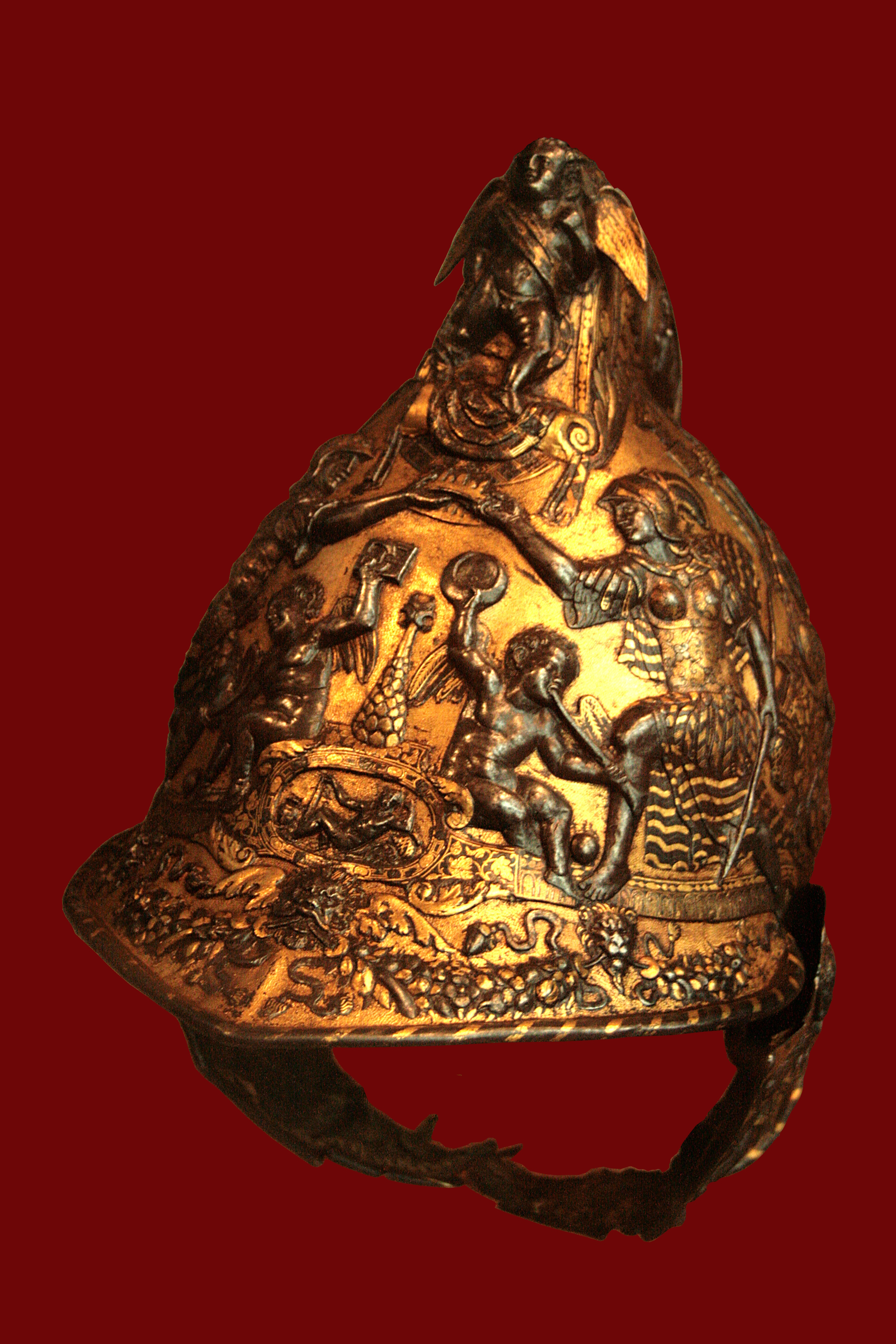
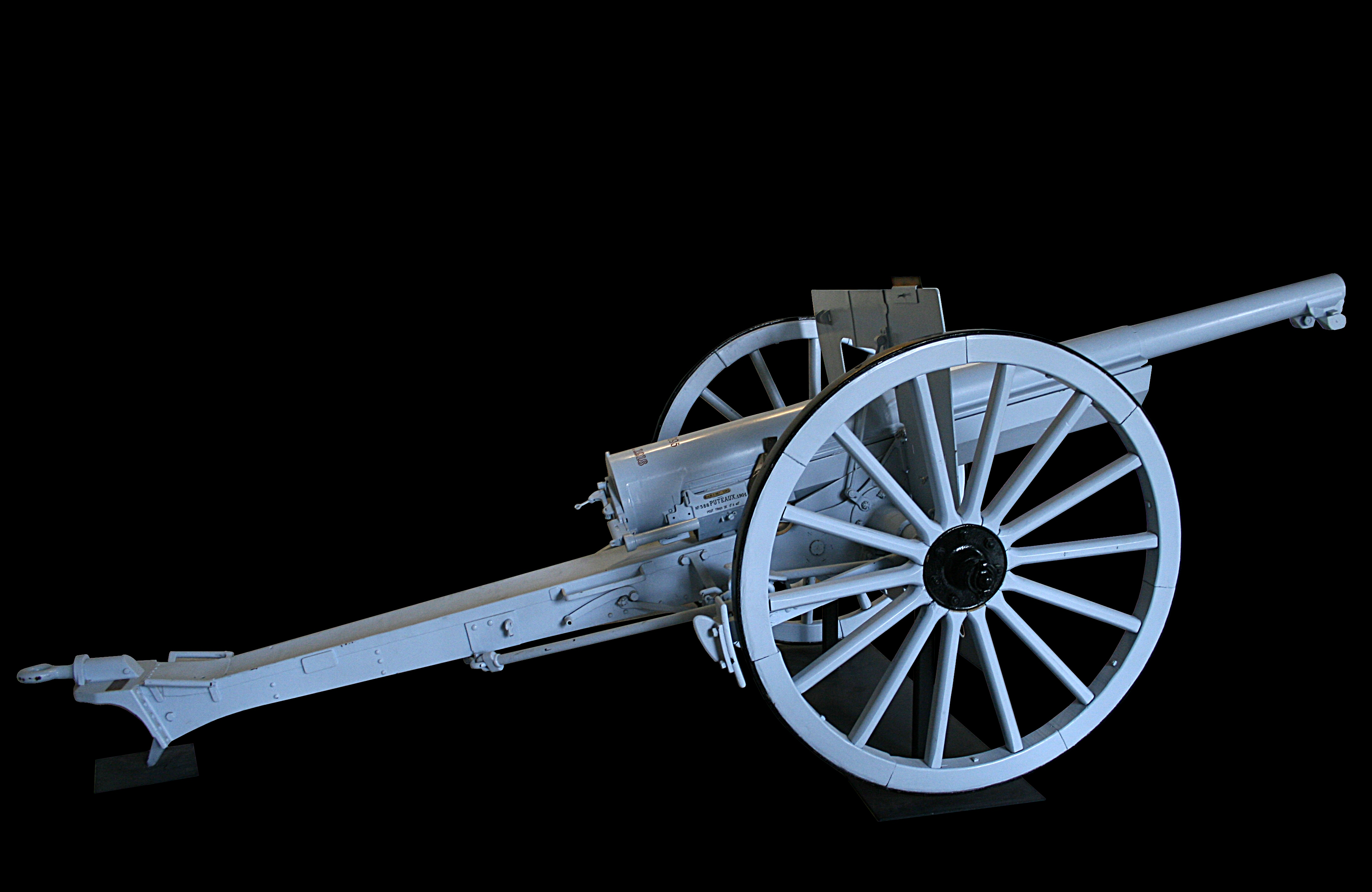
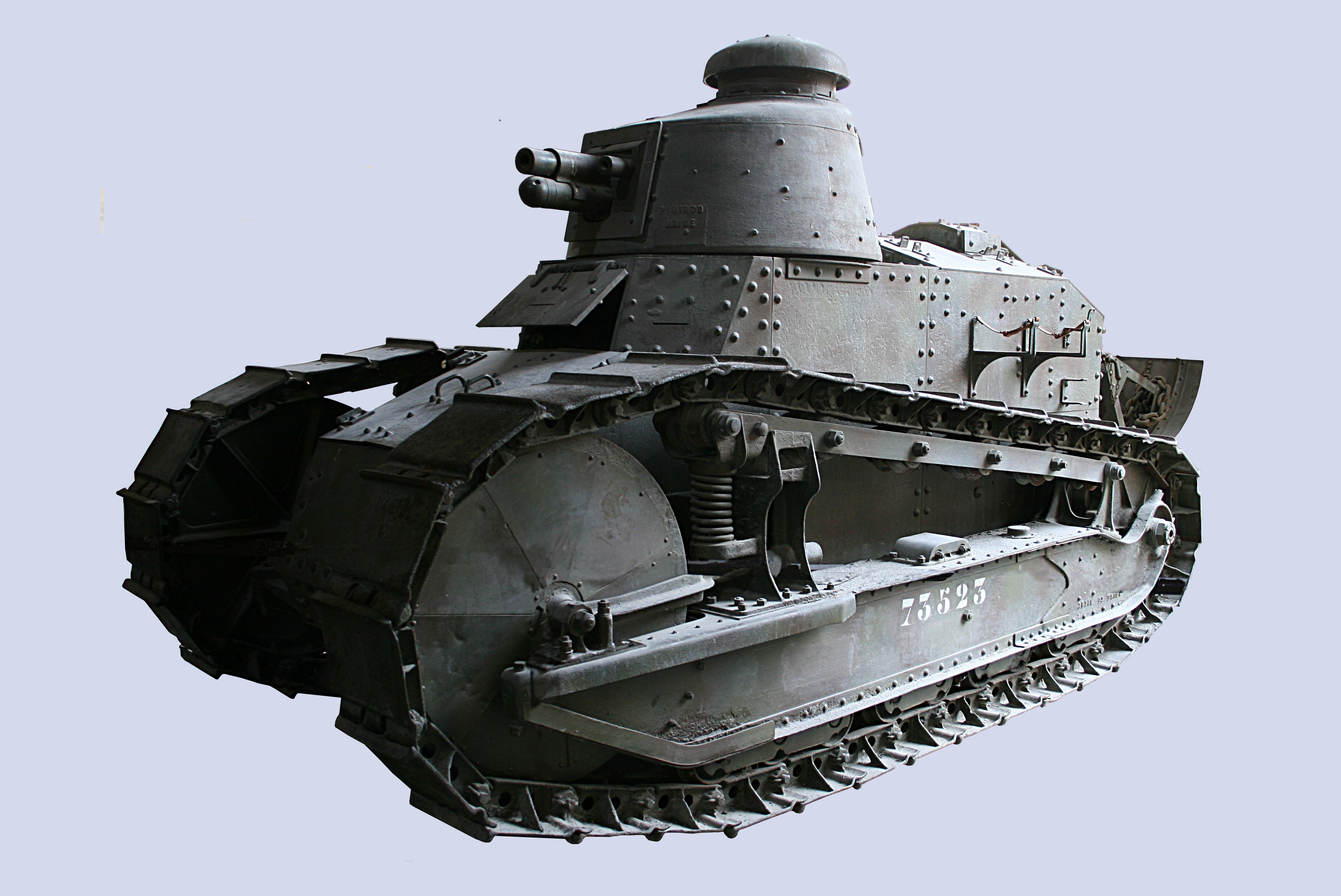
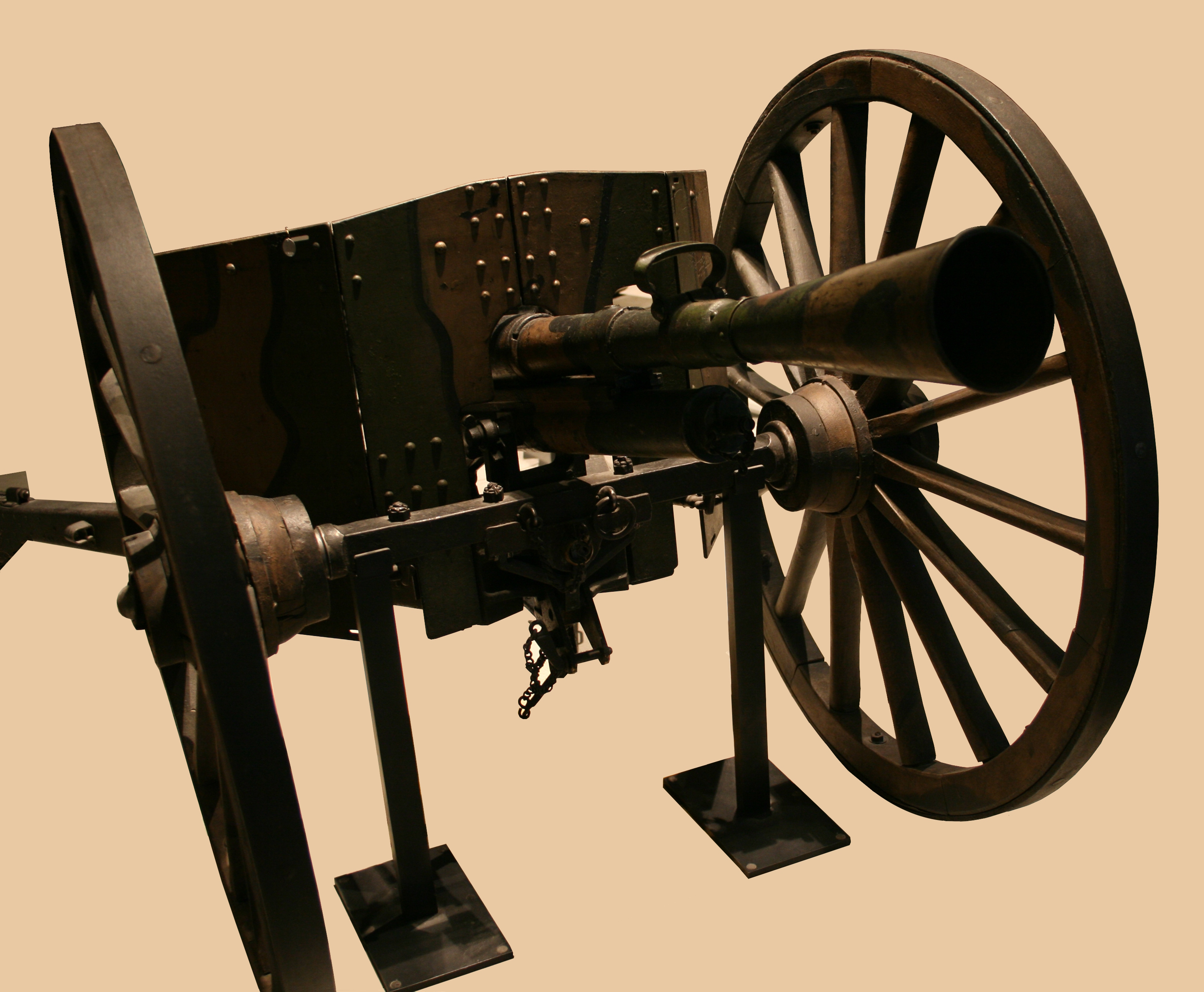

## 外部連結
- 官方网站
- Discovering the Musée de l'Armée. Official video （页面存档备份，存于）